# Den olympiska flaggan

Den officiella olympiska flaggan. Symbolen de fem ringarna har internationellt skydd som immateriell tillgång genom Nairobifördraget, se WIPO

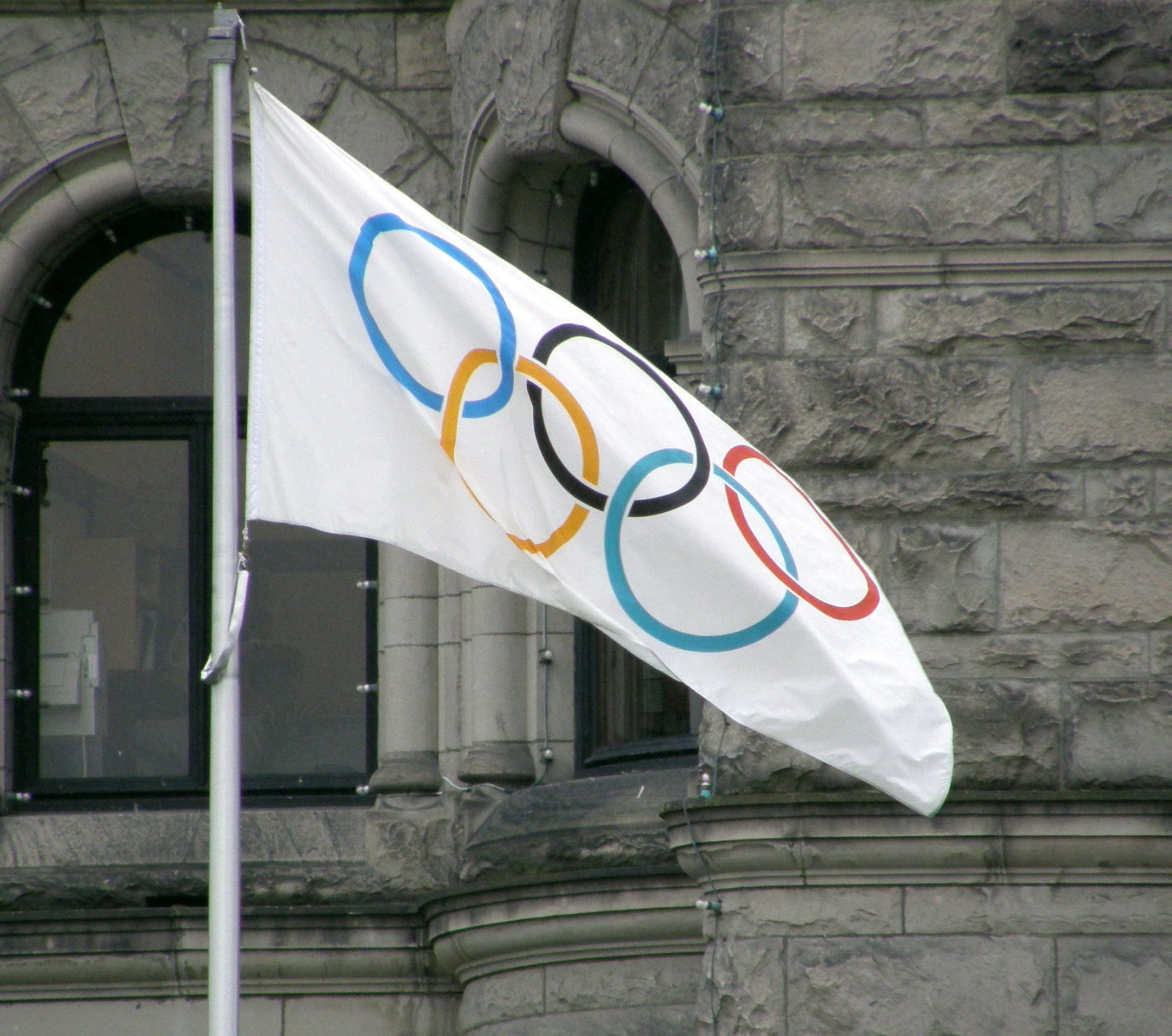
Flaggan

Den olympiska flaggan är symbolen för den olympiska rörelsen 
Den olympiska flaggan är vit med fem ringar i färgerna rött, blått, grönt, gult och svart. Dessa färger valdes ut då varje lands flagga innehåller minst en av dessa färger. Ringarna står också för de fem världsdelarna enligt traditionell syn. Flaggan skapades 1914 och har hissats vid spelen sedan Antwerpen 1920. Den olympiska rörelsens officiella motto är citius, altius, fortius, snabbare, högre, starkare på latin. Det myntades ursprungligen 1891 av dominikanermunken Henri Didon i samband med en prisutdelning i Paris 1891. I OS-sammanhang användes det första gången av Michel Bréal vid kongressen 1894.  De Coubertin myntade också det välkända ordstävet: "Det viktigaste i livet är inte att segra, utan att kämpa väl." 
Tradition med att föra vidare ett särskilt exemplar av den olympiska flaggan började i Paris 1924. Till en början var det den så kallade Antwerpenflaggan som fördes vidare. Vid de första spelen efter andra världskriget i London 1948 gavs denna flagga vidare av en officer ur det skotska gardet till IOK:s dåvarande president Sigfrid Edström som i sin tur gav den vidare till Londons borgmästare. De föregående spelen hade då gått i Berlin 1936. Sedan 1960 äger denna ceremoni rum i samband med avslutningsceremonin och ingår i det olympiska protokollet. Detta efter ett förslag av Finlands Erik von Frenckell vid spelen i Melbourne. Vid spelen 1984 deltog inte Sovjetunionen och då gavs fanan vidare av IOK-presidenten Juan Antonio Samaranch. Sedan spelen 1988 är Antwerpenfanan ersatt av en modernare variant. Motsvarigheten vid vinterspelen är den så kallade Osloflaggan..